# Municipio de Antwerp
El municipio de Antwerp (en inglés: Antwerp Township) es un municipio ubicado en el condado de Van Buren en el estado estadounidense de Míchigan. En el año 2010 tenía una población de 12182 habitantes y una densidad poblacional de 134,44 personas por km².

## Geografía
El municipio de Antwerp se encuentra ubicado en las coordenadas 42°12′15″N 85°48′50″O / 42.20417, -85.81389. Según la Oficina del Censo de los Estados Unidos, el municipio tiene una superficie total de 90.61 km², de la cual 89.84 km² corresponden a tierra firme y (0.86%) 0.78 km² es agua.

## Demografía
Según el censo de 2010, había 12182 personas residiendo en el municipio de Antwerp. La densidad de población era de 134,44 hab./km². De los 12182 habitantes, el municipio de Antwerp estaba compuesto por el 93.99% blancos, el 1.06% eran afroamericanos, el 0.45% eran amerindios, el 0.41% eran asiáticos, el 0.02% eran isleños del Pacífico, el 2% eran de otras razas y el 2.07% pertenecían a dos o más razas. Del total de la población el 5.17% eran hispanos o latinos de cualquier raza.